# تاريخ العنف على المرأة
العنف على المرأة أو العنف على النساء كما يُعرف باسم العنف القائم على نوع الجنس، والعنف الجنسي والجنساني (SGBV)، هو مصطلح يستخدم بشكل عام للإشارة إلى أي أفعال عنيفة تمارس بشكل متعمد أو بشكل استثنائي تجاه النساء. هذا النوع من العنف يستند إلى جنس الضحية كدافع رئيسي وقد يكون جسمي أو نفسي. وهي تشبه جرائم الكراهية.

## التسلسل الزمني لأنظمة الحماية
- 1979: اتفاقية القضاء على جميع أشكال التمييز ضد المرأة (CEDAW) تعترف بالعنف كجزء من التمييز ضد المرأة في التوصيات 12 و19.[1]
- 1993: المؤتمر العالمي لحقوق الإنسان يعترف بالعنف على المرأة كانتهاك لحقوق الإنسان، مما ساهم في إعلان الأمم المتحدة التالي.[1]
- 1993: إعلان الأمم المتحدة للقضاء على العنف على المرأة، الذي كان أول وثيقة دولية تحدد بوضوح وتتناول العنف على المرأة. يشير هذا الإعلان بشكل خاص إلى الطبيعة التاريخية المستمرة لعدم المساواة بين الجنسين في فهم العنف على المرأة. يُعتبر هذا الإعلان، وكذلك المؤتمر العالمي لنفس العام، نقطة تحول بدأت من خلالها المجتمع الدولي يأخذ قضية العنف على المرأة بجدية أكبر، مما أدى إلى تحرك المزيد من الدول حول هذه المشكلة. يُعتبر هذا الإعلان الوثيقة الرئيسية الأولى التي تبرز الاعتراف بالعنف على المرأة كانتهاك لحقوق الإنسان. كان هذا نتيجة جهد جماعي للحركة النسوية العالمية لتحويل مؤتمر فيينا من مؤتمر عام وشامل لحقوق الإنسان إلى مؤتمر لحقوق المرأة. في ذلك الوقت، لم تركز منظمات حقوق الإنسان مثل منظمة العفو الدولية ومنظمة هيومن رايتس ووتش على قضية العنف على المرأة ولم تعتبر الاغتصاب والعنف المنزلي انتهاكات لحقوق الإنسان رغم أن لديها أجندات تتعلق بحقوق المرأة.
- 1994: المؤتمر الدولي للسكان والتنمية يربط العنف على المرأة بالصحة الإنجابية وحقوقها، ويوصي الحكومات بكيفية منع العنف على المرأة والفتيات والاستجابة له.
- 1995: المؤتمر العالمي الرابع للمرأة في بكين يركز على العنف على المرأة ويعتبره مسألة حرجة. أدى هذا الزخم إلى الحاجة إلى تطوير "معايير دولية جديدة" غالباً ما يستخدمها الناشطون والحكومات لاقتراح تشريعات تتعلق بمعالجة أعمال العنف.[2]
- 1996: جمعية الصحة العالمية تعلن العنف قضية صحية عامة كبرى، وتشمل الأنواع المعترف بها العنف من الشريك الحميم والعنف الجنسي، وهما نوعان من العنف غالباً ما يُرتكبان ضد النساء. تبع ذلك تقرير لمنظمة الصحة العالمية في عام 2002. أنشأت الأمم المتحدة أيضاً صندوق لدعم الإجراءات للقضاء على العنف على المرأة.[3]
- 1999: الأمم المتحدة تتبنى البروتوكول الاختياري لاتفاقية القضاء على جميع أشكال التمييز ضد المرأة وتحدد 25 نوفمبر يوماً دولياً للقضاء على العنف على المرأة.
- 2002: منظمة الصحة العالمية تنشر أول تقرير عالمي عن العنف والصحة، الذي يتناول أنواعاً عديدة من العنف وتأثيراتها على الصحة العامة، بما في ذلك أشكال العنف التي تؤثر بشكل خاص على النساء.
- 2004: منظمة الصحة العالمية تنشر "دراسة متعددة البلدان حول صحة المرأة والعنف المنزلي ضد المرأة"، وهي دراسة شملت أكثر من 24,000 امرأة في 10 دول من جميع مناطق العالم، قيمت انتشار ومدى العنف على المرأة، خصوصاً العنف من الشريك الحميم، وربطت ذلك بالنتائج الصحية للنساء، ووسائل التكيف مع العنف.
- 2006: دراسة الأمين العام للأمم المتحدة المتعمقة حول جميع أشكال العنف على المرأة، التي تُعتبر أول وثيقة دولية شاملة حول هذه القضية.
- 2011: اتفاقية مجلس أوروبا لمنع ومكافحة العنف على المرأة والعنف المنزلي، وهي الثانية من نوعها إقليمياً وتلزم قانونياً بمكافحة العنف على النساء والفتيات.
- 2013: لجنة الأمم المتحدة لوضع المرأة تعتمد، بالتوافق، استنتاجات متفق عليها بشأن القضاء على جميع أشكال العنف على النساء والفتيات.
- 2013: الجمعية العامة للأمم المتحدة تصدر أول قرار يدعو لحماية المدافعين عن حقوق المرأة.[4] يحث القرار الدول على وضع قوانين وسياسات خاصة بالنوع الاجتماعي لحماية المدافعين عن حقوق المرأة وضمان مشاركتهم في تصميم وتنفيذ هذه التدابير، ويدعو إلى حماية المدافعين عن حقوق المرأة من الانتقام بسبب تعاونهم مع الأمم المتحدة وضمان وصولهم غير المقيد إلى هيئات وآليات حقوق الإنسان الدولية والتواصل معها.[5]

## التسلسل الزمني لأنظمة الحماية في الأمريكيتين
- 1967: افتتاح أول ملجأ للعنف الأسري في الولايات المتحدة في ولاية مين.
- 1972: افتتاح أول خط مساعدة للاغتصاب في واشنطن العاصمة.
- 1978: تشكيل تحالفين أمريكيين، هما التحالف الوطني ضد الاعتداء الجنسي والتحالف الوطني ضد العنف المنزلي، لزيادة الوعي بهذين النوعين من العنف على المرأة.
- 1984: المدعي العام الأمريكي ينشئ فريق عمل وزارة العدل للعنف الأسري، لمعالجة طرق تحسين استجابة نظام العدالة الجنائية والمجتمع للعنف الأسري.
- 1994: تمرير قانون العنف على المرأة (VAWA)، كجزء من قانون السيطرة على الجرائم العنيفة وإنفاذ القانون لعام 1994، برعاية السيناتور جوزيف بايدن، والذي تطلب استجابة مجتمعية قوية لجرائم العنف المنزلي والاعتداء الجنسي، وتشديد العقوبات الفيدرالية على الجناة المتكررين، وتعزيز حماية الضحايا من خلال العديد من الأحكام الأخرى.
- 2000: الرئيس الأمريكي كلينتون يوقع قانون VAWA لعام 2000، مما يعزز القوانين الفيدرالية، ويؤكد على مساعدة ضحايا العنف من المهاجرين، وكبار السن، وذوي الإعاقة، وضحايا العنف في العلاقات الغرامية.
- 2006: الرئيس الأمريكي بوش يوقع قانون VAWA لعام 2006، مع التركيز على برامج لمعالجة العنف على ضحايا الشباب، وإنشاء برامج لمشاركة الرجال والشباب، وتقديم خدمات محددة ثقافياً ولغوياً.
- 2007: افتتاح خط المساعدة الوطني الأمريكي للعنف في العلاقات الغرامية بين المراهقين.
- 2009: الرئيس الأمريكي أوباما يعلن شهر أبريل شهر التوعية بالاعتداء الجنسي.
- 2013: الرئيس الأمريكي أوباما يوقع قانون VAWA لعام 2013، الذي منح القبائل الأمريكية الأصلية القدرة على محاكمة الجناة غير الأصليين، ونظم تقارير الاعتداء الجنسي في الجامعات.[6][7]